# Masquefa
Masquefa es un municipio y localidad de la comarca de Noya, en la provincia de Barcelona, comunidad autónoma de Cataluña, España. Tiene la categoría de villa.

## Geografía
Masquefa limita al norte con el municipio de Hostalets de Pierola, al sur con el de San Lorenzo de Hortóns, al este con el de San Esteban de Sasroviras y al oeste con el de Piera.
Masquefa tiene una altura media de 257 m s. n. m., alcanzando la cota máxima con los 339 m s. n. m. en la parte noroeste del municipio, en la confluencia con Hostalets de Pierola. El terreno es ondulado marcado por la acción de las rieras, formando torrentes y barrancos hacia el río Llobregat.

## Núcleos de población
Masquefa está formado por seis núcleos o entidades de población.
Lista de población por entidades:
| Entidad de población | Habitantes (2022) |
| -------------------- | ----------------- |
| Beguda Alta, La      | 785               |
| Can Parellada        | 1934              |
| Can Quiseró          | 333               |
| Can Valls            | 177               |
| Maset, el            | 1212              |
| Masquefa             | 5303              |

## Historia
La historia de la villa de Masquefa se remonta al 3 de marzo del 963 cuando Miró, Conde de Barcelona, vendió a Enyec Bonfill, el castrum Machicepfa, por la cantidad de 1000 sueldos. Con el castillo también se ponía en venta su término, la jurisdicción parroquial y la primitiva iglesia de San Pedro. La consecuencia más inmediata es que se acababa el dominio directo de los Condes de Barcelona sobre el castrum y toda su jurisdicción.
En el marco del feudalismo que se implantó en Cataluña durante la época, el monasterio de San Cugat fue adquiriendo, progresivamente, la práctica totalidad del territorio, que se inició el año 975 cuando Mambertus hizo donación de diferentes casas y tierras, propiedades suyas.
El actual «Cementerio Viejo», la iglesia románica de San Pedro, símbolo emblemático del pueblo y uno de los edificios más característicos de finales del siglo XII, principios del siglo XIII, durante el reinado de Jaime I, se construyó coincidiendo con la transición del románico al gótico.
A partir de los años 50 hubo un crecimiento económico en la zona, gracias a la importancia que estaba tomando las industrias que se iban implantando en el municipio.

## Toponimia
Según palabras de Joan Coromines, en su Onomasticon Catalonie, Masquefa se deriva de la raíz pan-arábica qef, que significaba «vivir alegremente», esto fue un signo de la presencia árabe en Barcelona en el siglo VIII.

## Economía
La actividad económica del municipio está repartida en cuanto a territorio se refiere. Casi la mitad está dedicada a la agricultura, sobre todo el cultivo de la viña. El vino, durante los últimos cinco siglos y en la actualidad, es el primer producto en importancia de producción en el municipio. Masquefa forma parte de la denominación de origen Penedés. También cuenta con el polígono industrial La Pedrosa. Destaca la fábrica de Rogelio Rojo, originaria de Barcelona, que se instaló en la villa en 1910 dedicada a la fabricación de hebillas, hoy adquirido el edificio por el ayuntamiento y convertido en equipamientos municipales. También hay empresas como Todomold, dedicada al revestimiento interior de automóviles, hoy en concurso de acreedores, Facesa, dedicada a las cápsulas de aluminio y Dismol, que fabrica complementos del cava entre otras.

## Blasonado

### Escudo
Escudo embaldosado truncado: primero de púrpura, una mano de argén; segundo de oro, 4 palos de gules. Por timbre una corona mural de villa.
Fue aprobado el 28 de febrero de 1996.
La mano es la señal parlante tradicional referido al nombre de la población. Las cuatro barras de Cataluña recuerdan que la villa estuvo bajo jurisdicción real desde el siglo XVI.

## Demografía
Cuenta con una población de 10 038 habitantes (INE 2024).
| Gráfica de evolución demográfica de Masquefa entre 1842 y 2021                                                      |
| |
| Población de derecho según los censos de población del INE Población de hecho según los censos de población del INE |

## Administración y política
| Periodo   | Nombre                                                          | Partido |
| --------- | --------------------------------------------------------------- | ------- |
| 1979-1983 | Francesc Miralles Mestre                                        | CiU     |
| 1983-1987 | Joan Martínez Reche                                             | PSC     |
| 1987-1991 | Joan Martínez Reche (1987-1988) Josep Duran Gálvez (1989-1991)  | PSC     |
| 1991-1995 | Josep Mª Julià Càlix                                            | CiU     |
| 1995-1999 | Josep Mª Julià Càlix (1995-1996) Manel Ferrer Peixó (1996-1999) | CiU     |
| 1999-2003 | María Teresa Estruch Mestres                                    | PSC     |
| 2003-2007 | María Teresa Estruch Mestres                                    | PSC     |
| 2007-2011 | Xavier Boquete i Saiz                                           | CiU     |
| 2011-2015 | Xavier Boquete i Saiz                                           | CiU     |
| 2015-2019 | Xavier Boquete i Saiz                                           | CiU     |
| 2019-2023 | Xavier Boquete i Saiz                                           | JxCat   |
| 2023-2025 | Roger Vázquez i Claravalls                                      | ERC     |
| 2025-act. | Daniel Gutiérrez Espartero                                      | PSC     |

## Fiestas y celebraciones
- Reunión en el Cementerio viejo: Se celebra el lunes de Pascua. Normalmente se bailan sardanas y se prepara una costillada.
- Fiesta Mayor pequeña: Se celebra el 15 de mayo por San Isidro, patrón de los campesinos. Las fiestas comienzan el viernes por la tarde y acaban el domingo a la noche. Se realiza un pasacalles con los gigantes y cabezudos. Se realizan juegos infantiles, teatro, cine, una chocolatada, cena de habas, baile, el correfoc y, para acabar la fiesta, la cantada de habaneras.
- Fiesta Mayor grande: Se celebra el 22 de julio, por Santa Magdalena, patrona del pueblo. Duran de cuatro a cinco días. También hay gigantes y cabezudos, gralleros, y bastoneros durante el pasacalles, normalmente se realiza una fiesta de la espuma. También se realizan exposiciones donde podemos ver las obras de los artistas locales y muestras de artesanía.
- Fiesta de la uva: Se celebra en septiembre la popular pisada de la uva y se organiza una cena de fiambrera.
- Fiesta de los abuelos: Se celebra en septiembre. El acto consiste en una paella acompañada con música.
- Fiesta de San Jorge (Festas de Sant Jordi): Se dan los premios Sant Jordi a todos aquellos que han promocionado el municipio de Masquefa en todo el mundo.